# Kwame Nkrumah-Acheampong

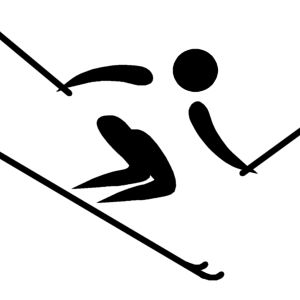
Olympisch pictogram alpineskiën

Kwame Nkrumah-Acheampong, ook wel The Snow Leopard (Glasgow, 19 december 1974) is een Ghanese skiër. Hij werd in 2010 de eerste persoon ooit die uitkomt voor Ghana op de Olympische Winterspelen. Hij deed mee aan twee onderdelen: de slalom en de super-G.
Nkrumah-Acheampong is geboren in Glasgow, Schotland. Als klein kind verhuisde hij naar Ghana, later ging hij daar werken als safarigids. In 2000 verhuisde hij terug naar Engeland en in 2002 kreeg hij daar een baan als receptionist bij Xscape skiing center in Milton Keynes, hier begon hij de beginselen van het skiën te leren.
Nkrumah-Acheampong is getrouwd en heeft twee kinderen.

## Loopbaan
In 2005 deed hij mee met de kwalificatierondes voor de Winterspelen in Turijn. Het lukte hem toen niet zich te kwalificeren. In 2009 probeerde hij zich te kwalificeren voor de spelen in 2010 in Vancouver. Deze keer kwalificeerde hij zich wel met een score van 137,5 FIS-punten. De marge voor kwalificatie lag tussen de 120 en 140 punten.
- Library of Congress Control Number: no2011092578
- Virtual International Authority File: 171711321